# Melaenornis fischeri
El papamoscas de Fischer (Melaenornis fischeri) es una especie de ave paseriforme de la familia Muscicapidae que habita en el este de África.
El nombre de la especie hace referencia al explorador alemán Gustav Adolf Fischer.

## Comportamiento
Este papamoscas se alimenta en los estratos inferiores de los bosques de montaña. Caza al vuelo desde perchas o se cala sobre el suelo para capturar presas. Cuando caza abejas les arranca el aguijón antes de devorarlas. Ambos sexos son similares y ambos incuban. Construyen un nido de musgo en forma de copa en horcaduras de árboles. Los huevos son verde pálido, con motas ocre.

## Distribución y hábitat
Se la encuentra en las tierras altas desde Etiopía y Kenia, extendiéndose a través del este de África hasta el este de Zaire y Malawi. En Kenia, no se la observa con frecuencia en el este y norte del país. Es un ave que prefiere las tierras altas, hábitats boscosos, y jardines.

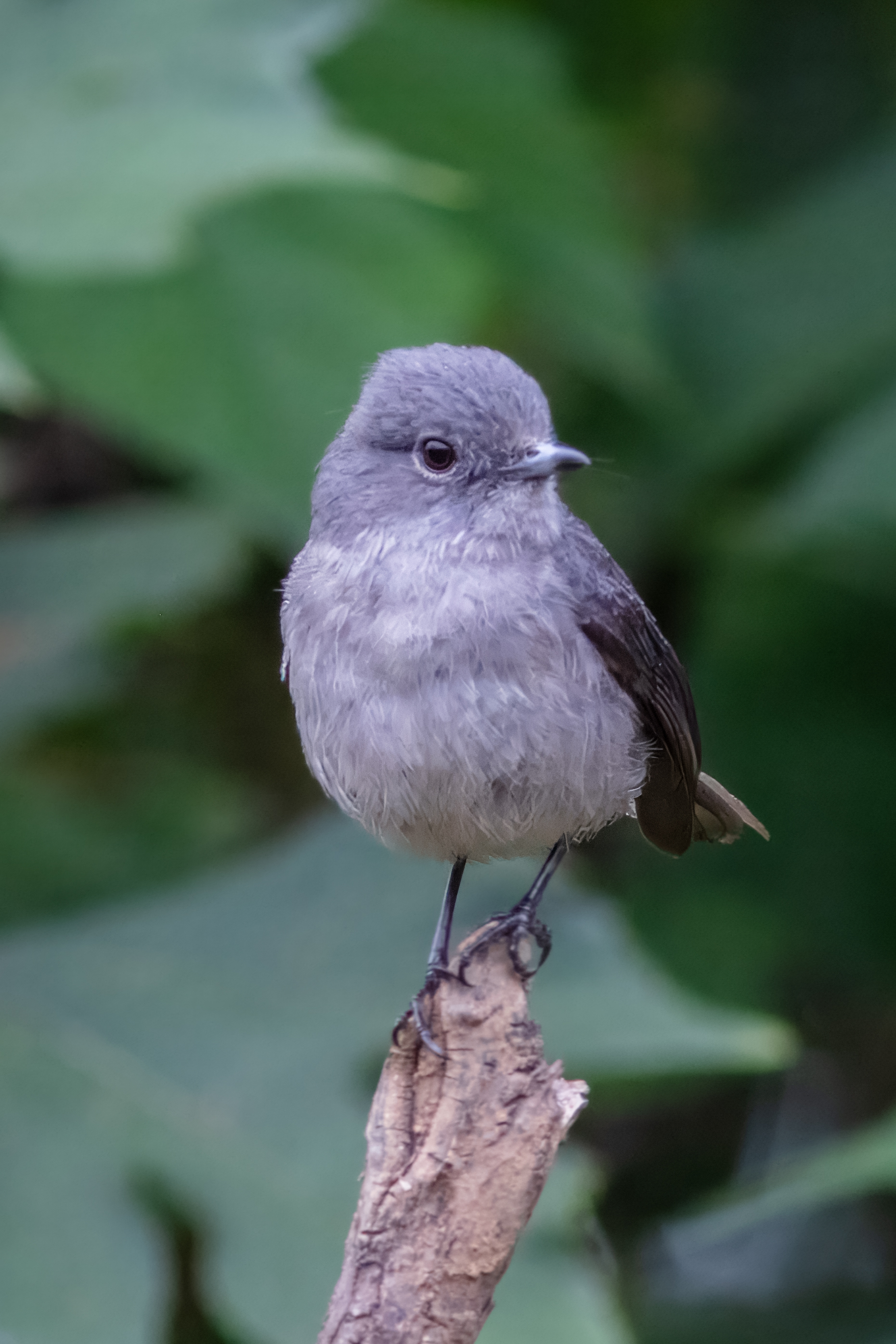
En el Parque nacional Bwindi, Uganda

Es un ave muy conspicua, por lo general se la observa sola o en parejas. Se la suele observar cazando insectos al vuelo o capturándolos del suelo. 